# Kalliojärvi (sjö i Lappland, lat 66,07, long 25,83)
Kalliojärvi är en sjö i Finland. Den ligger i kommunen Ranua i landskapet Lappland, i den norra delen av landet, 700 km norr om huvudstaden Helsingfors. Kalliojärvi ligger 140,8 meter över havet. Arean är 36,5 hektar och strandlinjen är 4,33 kilometer lång. Sjön  ingår i Simo älvs huvudavrinningsområde. 